# Aspergerov sindrom
Aspergerov sindrom (eng. Asperger syndrome, AS ili Asperger disorder, AD) jedan je od nekoliko poremećaja iz autističkog spektra (eng. ASD) karakteriziran poteškoćama u društvenoj interakciji i ograničenim, stereotipnim interesima i aktivnostima. Također se naziva Asperger(ov) poremećaj ili samo Asperger. (Među kliničkim istraživačima nema puno suglasnosti oko toga treba li ga zvati sindromom ili poremećajem). Aspergerov sindrom razlikuje se od ostalih poremećaja iz spektra autizma po tome što kod njega općenito nema zastoja u jezičnom i kognitivnom razvoju. Ipak, u standardnom dijagnostičkom kriteriju nije spomenuta motorička nespretnost i atipična upotreba jezika, što se zna često javljati.
Sindrom je dobio ime po austrijskom pedijatru Hansu Aspergeru, koji je 1944. godine opisao djecu koja očigledno imaju normalnu inteligenciju, ali im nedostaje vještina neverbalne komunikacije, fizički su nespretna i ne pokazuju empatiju. Pedeset godina kasnije poremećaj je ušao u ICD (hrv. MKB) i DSM klasifikaciju, ali su ipak ostala neriješena pitanja o njegovim aspektima. Npr., postoji sumnja oko toga razlikuje li se AS od visokofunkcionalnog autizma (eng. HFA); djelomično i zbog te sumnje, njegova učestalost nije čvrsto ustanovljena.
Točan uzrok AS-a još uvijek je nepoznat, iako istraživanja podupiru vjerojatnost genetske osnove; tehnike slikanja mozga nisu identificirale jasnu opću patologiju. Nema posebnog liječenja, a o djelotvornosti pojedinačnih intervencija postoje samo ograničeni podaci. Intervencija je usmjerena na poboljšanje simptoma i funkcija, a tretman je zasnovan najviše na bihevioralnoj terapiji, fokusirajući se na nedostatke u vještini komuniciranja, opsesivne ili repetitivne postupke te fizičku nespretnost. Većina pojedinaca vremenom se oporavi, ali se teškoće s komuniciranjem, društvenim prilagođavanjem i samostalnim životom nastavljaju i u odrasloj dobi. Neki istraživači i ljudi s AS-om poduprli su promjenu u pogledu na cijelu stvar, prema kojoj je ono što se treba liječiti zapravo razlika (različitost), a ne nemogućnost.

## Klasifikacija
Aspergerov sindrom spada u poremećaje autističkog spektra (eng. ASD) ili pervazivne razvojne poremećaje (eng. PDD), a koji čine spektar psiholoških stanja koja karakteriziraju abnormalnosti u društvenoj interakciji i komunikaciji (koje "prodiru" u normalno funkcioniranje pojedinca /lat. pervasio = prodiranje/), te ograničeni interesi i repetitivno ponašanje. Kao i ostali psihološki razvojni poremećaji, i ASD počinje u ranom ili kasnijem djetinjstvu, ima stabilan tok bez remisija i vraćanja, ali i pogoršanja koja proizlaze iz promjena u raznim moždanim sistemima, povezanih sa sazrijevanjem. ASD je podskup šireg autističkog fenotipa (eng. BAP) u koji spadaju osobe koje nemaju ASD, već neke osobine nalik autizmu, kao što je nedostatak u društvenoj interakciji. Od ostala 4 oblika ASD-a, autizam je po znakovima i vjerojatnim uzrocima najsličniji Aspergerovom sindromu, ali da bi se on dijagnosticirao, moraju postojati teškoće u komunikaciji, a dopušta se i kašnjenje u kognitivnom razvoju.
Razmjer preklapanja AS-a i HFA-a (autizam bez mentalne retardacije) nije još jasan. Trenutna klasifikacija ASD-a u određenoj je mjeri artefakt za to kako je autizam otkriven i možda neće odraziti pravu prirodu spektra. Jedna od predloženih promjena u 5. izdanju Dijagnostičkog i statističkog priručnika za mentalne bolesti (DSM-V), koje se treba pojaviti u maju 2013. godine, uklonila bi AS kao posebnu dijagnozu i svrstala ga u ASD, čiji bi se stupanj mjerio po skali ozbiljnosti. Predložena promjena je kontroverzna i raspravlja se o tome da se umjesto ovoga promijene dijagnostički kriteriji za AS.

## Karakteristike
Aspergerov sindrom razlikuje se više po shemi simptoma nego po jednom posebnom simptomu. Karakteriziraju ga kvalitativni nedostaci u društvenoj interakciji, stereotipni i ograničeni načini ponašanja, aktivnosti i interesi te zaostajanje u kognitivnom razvoju (koje nije od kliničkog značaja) ili općenito zaostajanje na planu jezika i govora. Intenzivna preokupacija točno određenom temom, jednostrana govorljivost i fizička nespretnost tipični su znakovi, ali nisu nužni za dijagnozu.

### Društvena interakcija
Nedostatak empatije vjerojatno je najdisfunkcionalniji aspekt AS-a. Osobe s AS-om doživljavaju poteškoće u osnovnim elementima društvene interakcije, u što može spadati neuspjeh u razvijanju prijateljstava ili u dijeljenju uživanja ili postignuća s drugima (npr., pokazivanje onoga što im se sviđa), zatim nedostatak društvene ili emocionalne uzajamnosti, te smanjene mogućnosti neverbalne komunikacije (npr., u kontaktu očima, izrazima lica, položaju tijela ili gestikulaciji).
Za razliku od autista, osobe s AS-om obično nisu povučene u društvu; one prilaze drugima, makar i na neobičan način. Npr., takva osoba može početi jednostran i dosadno dug govor o njoj omiljenoj temi, a da pogrešno razumije ili ne prepozna slušateljeva osjećanja ili reakcije, kao što su potreba za privatnošću ili odlaskom s tog mjesta. Ova društvena neobičnost nazvana je "aktivnom, ali čudnom". Ovaj neuspjeh da se adekvatno reagira u društvenoj interakciji može od strane drugih biti protumačen kao ignoriranje tuđih osjećaja, a sama ta osoba kao neosjećajna.
Kognitivna sposobnost djece s AS-om često im omogućava da se ponašaju u skladu s društvenim normama u laboratorijskom kontekstu, gdje mogu pokazati teoretsko razumijevanje osjećaja drugih ljudi, ali imaju poteškoće kad se po tom znanju trebaju ponašati u situacijama iz svakodnevnog života. Ljudi s AS-om mogu analizirati svoje shvaćanje društvene interakcije i pretočiti ga u krute smjernice ponašanja, te primijeniti ta pravila na nespretne i neugodne načine, kao što je forsirani kontakt očima, što rezultira ponašanjem koje u očima drugih izgleda kruto ili naivno. Dječja želja za druženjem može otupjeti kroz neuspješne slučajeve društvene interakcije.
Pretpostavka da su osobe s AS-om predisponirane za nasilničko ili kriminalno ponašanje bila je istraživana, ali nije poduprta podacima. Većina dokaza ukazuje da djeca s AS-om puno češće budu žrtve nego krivci. Studija iz 2008. ustanovila je da je ogromna većina prijavljenih nasilnih kriminalaca s AS-om istovremeno imala i druge psihijatrijske poremećaje, kao što je shizofrenički poremećaj.

### Ograničeni interesi i repetitivno ponašanje
Ljudi s AS-om često pokazuju ponašanje, interese i aktivnosti koje su ograničene i repetitivno, a ponekad ih prate abnormalna intenzivnost i fokusiranost. Mogu se držati krutih rutina, kretati se na stereotipne i repetitivne načine ili se preokupirati dijelovima predmeta ili teme.
Držanje za specifična i uska područja interesa jedna je od važnijih karakteristika AS-a. Takve osobe mogu skupljati mnogo detaljnih informacija o relativno uskoj temi, kao što su podaci o vremenu ili imena zvijezda, a da nemaju pravo razumijevanje o široj tematici. Npr., dijete može zapamtiti brojeve modela kamera, iako malo mari za fotografiju. Ovo ponašanje obično postaje primjetno u dobi od 5 ili 6 godina. Iako se ovi posebni interesi mogu mijenjati s vremena na vrijeme, oni obično postaju još neobičniji i s još više suženim fokusom, pa često toliko dominiraju društvenom interakcijom da čitava obitelj može postati uvučena u to. Zbog toga što sužene teme često zaokupljaju pažnju djece, ovaj simptom može proći neprimijećen.
Stereotipno i repetitivno motoričko ponašanje predstavlja jezgru pri dijagnosticiranju AS-a i ostalih ASD-ova. Ono uključuje pokrete rukom, kao pljeskanje ili uvrtanje, te složene pokrete cijelog tijela. Oni se obično ponavljaju u dužim ispadima i izgledaju više svojevoljno i ritualno od tikova, koji su brži, manje ritmični i rjeđe simetrični.

### Jezik i govor
Iako osobe s AS-om stječu jezičke sposobnosti bez većih smetnji i u njihovom govoru nema značajnih abnormalnosti, usvajanje jezika i njegova upotreba obično su atipični. U abnormalnosti spadaju govorljivost, nagli prijelazi (na drugu temu), doslovno interpretiranje i pogrešno razumijevanje nijansi, upotreba metafora razumljivih samo govorniku, nedostaci u slušnoj percepciji, neobično pedantan, formalan i idiosinkrazijski govor, te neobičnosti u glasnoći, tonu, intonaciji, prozodiji i ritmu.
Tri aspekta komunikacijskih "uzoraka" od kliničkog su značaja: slaba prozodija, okolišajući govor (tj. bez ulaska u srž teme) i upadljiva govorljivost. Iako infleksija i intonacija mogu biti manje krute ili monotone nego kod autizma, ljudi s AS-om često imaju ograničen raspon intonacije: govor može biti neuobičajeno brz, isprekidan ili glasan. Može ostaviti i utisak nepovezanosti; stil razgovora često uključuje monologe o temama dosadnim slušatelju, govornik ne uspijeva komentare staviti u kontekst ili potisnuti unutrašnje misli. Takvi ljudi često ne primijete da li je slušatelj uključen u razgovor ili ne. Govornikov zaključak ili poenta zna potpuno izostati, a pokušaji slušatelja da razradi sadržaj ili logiku tog govora ili da se prebaci na povezane teme često su neuspješni.
Djeca s AS-om mogu imati neuobičajeno sofisticiran vokabular u ranoj dobi i često ih kolokvijalno zovu "malim profesorima", ali imaju teškoće u razumijevanju figurativnog govora i sklona su upotrebljavati jezik doslovno. Takva djeca imaju slabosti naročito u području nepisanog jezika koji uključuje humor, ironiju i zadirkivanje. Iako osobe s AS-om obično razumiju kognitivnu osnovu humora, izgleda da ne razumiju namjeru humora, a to je da se on podijeli s ostalima. Unatoč jakom dokazu o oslabljenom razumijevanju humora, izgleda da neki anegdotski slučajevi humora kod osoba s AS-om bacaju rukavicu nekim psihološkim teorijama o AS-u i autizmu.

### Talenti osoba s AS-om
Ljudi s AS-om često:
- ponašaju se na senzibilan način
- vide i zapamte detalje nekih stvari koji promaknu drugim ljudima
- dobri su u pamćenju zakona, sistema i važnih činjenica; ovaj talent koristan je u mnogim vrstama poslova
- bolji su u pisanju nego u razgovoru s ljudima jer pažljivo biraju riječi koje znače točno ono što žele reći
- dobri su u matematici, programiranju i znanosti
- dobri su u crtanju, slikarstvu, fotografiji, glumi ili glazbi
- imaju posebne predmete interesa u kojima postanu stručnjaci
- uživaju raditi istu stvar mnogo puta, što je većini ljudi dosadno; mnoge osobe s AS-om dobre su u vježbanju muzičke skale na klaviru, računanju dugačkih zbrojeva, te traženju po knjigama i papirima (da nađu informacije i greške)

### Ostalo
Osobe s AS-om mogu imati znakove ili simptome nezavisne od dijagnoze, ali koji mogu pogoditi pojedinca ili obitelj. U to spadaju razlike u percepciji i problemi s motoričkim sposobnostima, spavanjem ili emocijama.
Ove osobe često imaju izvrsnu slušnu i vizualnu percepciju. Autistična djeca često pokazuju pojačano zapažanje sitnih promjena u shemama kao što su raspored stvari ili poznate slike; to se obično odnosi na specifični domen i uključuje procesuiranje preciznih karakteristika. Nasuprot tome, u usporedbi s osobama s HFA-om, osobe s AS-om imaju neke nedostatke u zadacima koji uključuju vizualno-prostornu i slušnu percepciju te vizualnu memoriju. Mnogi izvještaji o autističnim i osobama s AS-om pokazuju druge neobične osjetilne i perceptivne sposobnosti i iskustva. Te osobe mogu biti neuobičajeno osjetljive ili neosjetljive na zvuk, svjetlost i druge podražaje; ovakve osjetilne reakcije otkrivene su i kod drugih razvojnih poremećaja i nisu specifične samo za AS ili autizam. Nema mnogo podrške za pojačanu "bori se-ili-bježi" reakciju ili neuspjeh stvaranja navike kod autističnih ljudi; više je dokaza za smanjeno reagiranje na osjetilne podražaje, iako nekoliko studija nisu pokazale nikakvu razliku.
Prvi izvještaji Hansa Aspergera i ostale dijagnostičke sheme uključuju opise fizičke nespretnosti. Djeca s AS-om mogu zaostajati u usvajanju sposobnosti koje zahtijevaju motoričke vještine (kao što su vožnja biciklom ili otvaranje tegle) i može izgledati da se kreću nezgrapno ili da se osjećaju "neugodno u vlastitoj koži". Mogu imati slabu koordinaciju, čudan ili živahan hod ili položaj tijela, loš rukopis ili probleme s vizualno-motoričkom integracijom. Također, mogu pokazati teškoće s propriocepcijom (osjećajem za položaj tijela) u mjerama protiv apraksije (poremećaja motoričkog planiranja), ravnotežom, tzv. tandem-hodom (pri njemu prsti stražnje noge dodiruju petu prednje) i odnosom "palac-prsti". Nema dokaza da ove teškoće u motoričkim sposobnostima razdvajaju AS od ostalih visokofunkcionalnih autističnih poremećaja.
Djeca s AS-om imaju veću vjerojatnost za probleme sa spavanjem, uključujući teškoće s "padanjem u san", česta noćna i ranojutarnja buđenja. AS je povezan i s visokim stupnjem aleksitimije. Iako su AS, smanjena kvaliteta spavanja i aleksitimija povezani, njihov uzročni odnos još je nejasan.
Kao i kod ostalih slučajeva ASD-a, roditelji djece s AS-om imaju veći stupanj stresa.

## Uzroci
Asperger je opisao najčešće simptome kod obitelji njegovih pacijenata, naročito kod očeva, a jedno istraživanje podržava ovu opservaciju i sugerira na doprinos genetskog faktora AS-u. Iako još nije identificiran poseban gen, vjeruje se da više faktora igra ulogu u nasljeđivanju autizma, uzevši u obzir fenotipsku varijabilnost kod djece s AS-om. Dokazi za genetsku vezu jesu tendencija pojavljivanja AS-a unutar porodica i veći broj članova porodice sa simptomima ponašanja sličnim AS-u, ali u više ograničenoj formi (npr., blage teškoće u društvenoj interakciji, govoru ili čitanju). Većina istraživanja sugerira da svi ASD-ovi imaju zajedničke genetske mehanizme, ali AS može imati jaču genetsku komponentu od autizma. Vjerojatno postoji zajednička grupa gena gdje određeni aleli čine pojedinca podložnim da razvije AS; ako je to slučaj, onda određena kombinacija alela određuje ozbiljnost i simptome kod svake osobe s AS-om pojedinačno.
Nekoliko slučajeva ASD-a povezani su s izloženošću teratogenima (agensima koji uzrokuju urođene defekte) tokom prvih 8 tjedana od začeća. Iako ovo ne isključuje mogućnost da se ASD može pojaviti kasnije, to je jak dokaz da se javlja u vrlo ranim etapama razvoja. Za mnoge faktore iz okoline pretpostavlja(lo) se da počinju djelovati nakon rođenja, ali znanstvena istraživanja dosad nisu potvrdila nijedan.

## Mehanizam
Izgleda da Aspergerov sindrom rezultira iz razvojnih faktora koji pogađaju mnoge ili sve sisteme u mozgu, za razliku od lokaliziranih efekata. Iako su specifična objašnjenja za AS ili faktore po kojima se razlikuje od ostalih ASD-ova još uvijek nepoznata i iako još ne postoji patologija koja bi bila zajednička ljudima s AS-om, još uvijek je moguće da je mehanizam AS-a odvojen od ostalih ASD-ova. Neuroanatomske studije i povezanost s teratogenima snažno sugeriraju da mehanizam uključuje promjenu u razvoju mozga nedugo nakon začeća. Abnormalna migracija embrioničkih stanica tokom fetusne faze može utjecati na konačnu strukturu i povezanost mozga, rezultirajući promjenama u nervnim sklopovima koji kontroliraju mišljenje i ponašanje. Postoji više teorija o mehanizmu AS-a, ali izgleda da nijedna ne nudi konačno objašnjenje.
Teorija o smanjenoj (unutrašnjoj) povezanosti mozga pretpostavlja smanjeno funkcioniranje živčanih sklopova "visokog nivoa" i smanjenu sinkroniziranost, zajedno s prekomjernim povećanjem procesâ "nižeg nivoa". To se dosta slaže s teorijama o generalnom procesuiranju, kao što je teorija slabe centralne koherencije, koja pretpostavlja da na ograničenoj sposobnosti da se vidi "veća slika" počiva glavna smetnja kod ASD-ova. Druga teorija povezana s ovom – pojačano perceptivno funkcioniranje – fokusira se više na superiornost lokalno orijentiranih i perceptivnih operacija kod autističnih osoba.
Teorija o sistemu ogledalnih neurona (MNS) pretpostavlja da se promjene u razvoju MNS-a miješaju s oponašanjem i dovode do ključne karakteristike AS-a: oslabljenosti društvene interakcije. Npr., jedna je studija pokazala da aktivacija u centru za oponašanje kod osoba s AS-om kasni. Ova se teorija slaže s teorijama socijalne kognicije, kao što je teorija uma, koja pretpostavlja da autistično ponašanje nastaje zbog poremećaja u pripisivanju mentalnih stanja sebi i drugima, ili teorija hipersistemiziranja, prema kojoj autistične osobe mogu sistematizirati unutrašnje operacije kako bi se mogli nositi s unutrašnjim događajima, ali su manje efektivni pri empatiziranju, gdje se moraju nositi s događajima koje su uzrokovali drugi agensi.
U ostale moguće mehanizme spadaju disfunkcija serotonina te disfunkcija malog mozga.

## Praćenje
Roditelji djece s AS-om obično mogu pratiti razlike u razvoju njihove djece do dobi od najmanje 30 mjeseci. Praćenje razvoja tokom rutinskog pregleda kod doktora opće prakse ili pedijatra može otkriti znakove koji opravdavaju dalje istraživanje. Dijagnosticiranje AS-a komplicira upotreba više različitih instrumenata za praćenje, uključujući Dijagnostičku skalu za AS (ASDS), Upitnik za praćenje spektra autizma (ASSQ), Dječji test za AS (CAST), Gilliamovu skalu AS-a (GADS), Krugov indeks AS-a (KADI) i Kvocijent spektra autizma (AQ; s verzijama za djecu, adolescente i odrasle). Ni za jedan od njih nije se pokazalo da pouzdano može diferencirati AS od ostalih ASD-ova.

## Dijagnoza
Standardni dijagnostički kriterij zahtijeva teškoće u društvenoj interakciji, repetitivne i stereotipne sheme ponašanja, aktivnosti i interese, bez značajnog zaostajanja u jeziku i kognitivnom razvoju. Američki kriteriji još traže i probleme u svakodnevnom funkcioniranju.
Dijagnoza se najčešće postavlja između 4. i 11. godine života. Za cjelovitu ocjenu potreban je multidisciplinarni tim koji vrši promatranje uz pomoć više postavki, što uključuje neurološku i genetsku ocjenu, kao i testove za kogniciju, psihomotoričke funkcije, verbalne i neverbalne slabosti i jače strane, stil učenja i sposobnosti za samostalan život. Trenutni "zlatni standard" u dijagnosticiranju ASD-ova kombinira kliničku procjenu s Revidiranim dijagnostičkim intervjuom za autizam (ADI-R) - to je polustrukturirani intervju s roditeljima - i Dijagnostičkim grafikonom promatranja za autizam (ADOS) - razgovor i intervju s djecom zasnovan na igri. Zakašnjela ili pogrešna dijagnoza može biti traumatična za pojedince i obitelji; npr., pogrešna dijagnoza može dovesti do uzimanja lijekova koji samo pogoršavaju ponašanje. Mnogoj se djeci pogrešno dijagnosticira hiperaktivni poremećaj nedostatka pažnje (ADHD). Postavljanje dijagnoze odraslima mnogo je zahtjevnije jer su standardni dijagnostički kriteriji "podešeni" za djecu, a ispoljavanje AS-a mijenja se s godinama; dijagnoza kod odraslih zahtijeva brižljivo kliničko ispitivanje i temeljitu anamnezu koja se dobije od same osobe i drugih koji je poznaju, s fokusom na ponašanje u djetinjstvu. U stanja koja se moraju razmatrati u diferencijalnoj dijagnozi spadaju ostali ASD-ovi, shizofrenijski spektar, ADHD, opsesivno-kompulzivni poremećaj (OKP), klinička depresija, semantičko-pragmatički poremećaj, poremećaj neverbalnog učenja, Tourretov sindrom, poremećaj stereotipnog kretanja i bipolarni poremećaj.
Nedovoljna ili prekomjerna dijagnoza problemi su u marginalnim slučajevima. Troškovi i teškoće u praćenju i procjenjivanju mogu odložiti dijagnozu. Nasuprot tome, povećana popularnost mogućnosti tretmana lijekovima često motivira "prejaku" dijagnozu ASD-a. Postoje pokazatelji po kojima je AS češće dijagnosticiran posljednjih godina, djelomično kao rezidualna dijagnoza kod djece s normalnom inteligencijom koja nemaju autizam, ali imaju društvene poteškoće. 2006. godine navedeno je da je to najbrže rastuća psihijatrijska dijagnoza kod djece u Silikonskoj dolini; također, kod odraslih postoji sklonost da ga sami sebi dijagnosticiraju. Postoje pitanja o vanjskoj vrijednosti dijagnoze AS-a, tj. nejasno je da li ima praktične koristi u razlikovanju AS-a od HFA i PDD-NOS-a; isto dijete može dobiti različite dijagnoze zavisno od instrumenata praćenja. Debata o razlikovanju AS-a od HFA djelomično ima razlog u tautološkoj dilemi gdje su poremećaji definirani na osnovi ozbiljnosti oštećenja, tako da su studije koje potvrđuju razlike zasnovane na ozbiljnosti očekivane.

## Liječenje
Liječenje AS-a pokušava se baviti simptomima koji uzrokuju duševni nemir, a također ima za cilj podučavanje odgovarajućim društvenim, komunikacijskim i stručnim sposobnostima (primjerenima dobi osobe) koje se ne usvajaju prirodnim putem tokom razvoja, uz intervenciju prilagođenu potrebama osobe zasnovanu na multidisciplinarnoj procjeni stanja. Iako je postignut napredak, podaci koji potvrđuju djelotvornost pojedinačnih intervencija ograničeni su.

### Terapije
Idealan tretman za AS koordinira terapije usmjerene na ključne simptome poremećaja, uključujući slabe komunikativne sposobnosti i opsesivne ili repetitivne rutine. Dok se većina stručnjaka slaže da što je intervencija ranija, to je bolje, ne postoji pojedinačno najbolji "paket" liječenja. Tretman za AS nalik je onome za HFA, s tim što uzima u obzir i lingvističke sposobnosti, verbalnu snagu i slabosti u neverbalnoj komunikaciji osoba s AS-om. Tipični program obično sadrži:
- treniranje društvenih sposobnosti za efektivnije međuljudske interakcije;[57]
- kognitivnu bihevioralnu terapiju za poboljšanje nošenja sa stresom povezanim s tjeskobom ili eksplozivnim emocijama[58] i smanjenje opsesivnih interesa i ponavljajućih rutina;
- lijek(ove), za koegzistirajuća stanja, kao što su klinička depresija ili poremećaj tjeskobe;[59]
- radnu ili fizikalnu terapiju kao pomoć za poboljšanje slabe osjetilne integracije i motoričke koordinacije;
- intervenciju u društvenoj komunikaciji, tj. govornu terapiju s ciljem pomoći u vezi s pragmatikom normalnog razgovora[60]
- obučavanje i podrška roditeljima, naročito u bihevioralnim tehnikama za "kućno liječenje"

Od mnogih studija o programima rane intervencije zasnovanim na ponašanju, većina su tzv. studije slučaja, s najviše 5 sudionika, i obično se bave problemima u ponašanju, kao što su samoozlijeđivanje, agresivnost, odbijanje poslušnosti, stereotipnosti ili spontani govor; neplanirane nuspojave uglavnom se zanemaruju. Unatoč popularnosti treninga društvenih sposobnosti, njegova djelotvornost još nije na čvrstim nogama. Kontrolirana studija modela za roditelje u procesu obuke za probleme u ponašanju kod njihove djece s AS-om pokazala je da su roditelji koji pohađaju jednodnevne radionice ili 6 pojedinačnih lekcija izvijestili o manje problema u ponašanju, dok su roditelji koji su dobivali pojedinačne lekcije prijavili smanjenje intenziteta problema u ponašanju kod njihove djece s AS-om. Važna je i radna obuka kako bi starija djeca i odrasli s AS-om naučili pravila razgovora za posao i ponašanje na radnom mjestu, a organizacijski softver i računala također su korisni kako bi te osobe poboljšale upravljanje radom i životom.

### Lijekovi
Nijedan lijek ne liječi direktno ključne simptome AS-a. Iako su istraživanja o djelotvornosti intervencija lijekovima ograničena, od ključne je važnosti da se dijagnosticiraju i liječe koegzistirajuća stanja. Nedostatak samoidentificirajućih emocija ili u promatranju efekata nečijeg ponašanja na druge može osobama s AS-om otežati da shvate zašto bi im lijek mogao biti potreban. U kombinaciji s bihevioralnim intervencijama i prilagođavanjem sredini, lijekovi mogu biti djelotvorni u liječenju koegzistirajućih stanja, kao što su poremećaj tjeskobe, klinička depresija, nedostatak pažnje ili agresivnost. Za atipične neuroleptične lijekove olanzapin i risperidon pokazalo se da smanjuju simptome udružene s AS-om; risperidon može smanjiti repetitivnoi samopovređujuće ponašanje, ispade agresivnosti i impulzivnost, te poboljšati stereotipne sheme ponašanja i društvene odnose. Fluoksetin, fluoksamin i sertralin, koji spadaju u grupu selektivnih inhibitora ponovne apsorpcije serotonina (SSRI), pokazali su uspjeh u liječenju ograničenih i ponavljajućih interesa i ponašanja.
S lijekovima se mora preduzeti oprez jer kod osoba s AS-om nuspojave mogu biti češće i teže za procjenjivanje i testovi za djelotvornost lijek(ov)a protiv koegzistirajućih stanja rutinski isključuju pojedince iz autističkog spektra. Abnormalnosti u metabolizmu, brzini električnih signala u srcu i povećan rizik od dijabetesa tipa 2 navode se kao problemi s ovim lijekovima, zajedno s ozbiljnim i dugotrajnim neurološkim nuspojavama. SSRI-lijekovi mogu dovesti do manifestacije, npr., povećane impulzivnosti, agresivnosti ili poremećaja u spavanju. Dobivanje na težini i umor česte su nuspojave risperidona, koji također može dovesti i do povećanog rizika za ekstrapiramidalne simptome, kao što su nemogućnost odmora i distonija, te povišena razina  prolaktina. Umirenost i debljanje češće se javljaju kod liječenja olanzapinom, što je također povezano i s dijabetesom. Osobe s AS-om možda neće moći identificirati unutrašnja raspoloženja i emocije i komunicirati o njima ili tolerirati nuspojave koje za većinu ljudi ne bi bile problematične.

## Prognoza
Postoje neki dokazi da najmanje 20% djece "preraste" AS i ne zadovoljava dijagnostičke kriterije u odrasloj dobi. Do 2006. nijedna studija koja se bavila dugoročnim praćenjem osoba s AS-om nije dostupna i nema sistematskih dugoročnih studija praćenja djece s AS-om. Životni vijek osoba s AS-om u okvirima je normalnog, ali je kod njih povećano prisustvo i drugih psihijatrijskih stanja (kao što su klinička depresija i poremećaj tjeskobe) koja značajno mogu utjecati na prognozu. Iako su slabosti u društvenoj interakciji doživotne, krajnji rezultat obično je pozitivniji nego kod osoba s niskofunkcionalnim ASD-ovima; npr., za simptome ASD-a vjerojatnije je da će se smanjivati s vremenom kod djece s AS-om ili HFA-om. Iako većina studenata s AS-om/HFA-om ima prosječne matematičke sposobnosti i na tim testovima postiže nešto slabije rezultate nego na testovima opće inteligencije, neki su ipak nadareni za matematiku i AS nije spriječio neke ljude da ostvare velika dostignuća, kao što je osvajanje Nobelove nagrade.
Djeci s AS-om može biti potrebno i posebno obrazovanje zbog njihovih teškoća u društvu i ponašanju, iako mnoga pohađaju redovnu školu. Adolescenti s AS-om mogu ispoljiti kontinuirane teškoće s brigom o samom sebi, organiziranošću i problemima u društvenim i ljubavnim vezama; unatoč visokom kognitivnom potencijalu, većina mladih ljudi s AS-om ostaje kod kuće, iako neki sklope brak ili se zaposle samostalno. "Drugačijost" koju adolescenti dožive (tj. s kojom žive) može biti traumatična. Može se pojaviti tjeskoba zbog preokupiranosti mogućim kršenjem rituala i ustaljenih rutina, od toga da se takva osoba nađe u situaciji bez jasnog plana i rasporeda do straha zbog neuspjeha u društvenim kontaktima (tzv. društvena tjeskoba); rezultirajūćī stres može se manifestirati kroz nedostatak pažnje, povučenost, oslanjanje na opsesije, hiperaktivnost te agresivno ili suparničko ponašanje. Depresija je često rezultat kronične frustriranosti zbog neuspjeha u društvenom povezivanju s drugima i mogu nastati poremećaji raspoloženja koji zahtijevaju tretman. Klinička iskustva ukazuju da stopa suicida može biti veća kod osoba s AS-om, ali sistematske empirijske studije nisu dale potvrdu za ovo.
Edukacija obitelji od kritične je važnosti za razvijanje strategija za razumijevanje snaga i slabosti; pomoć obitelji da se nosi s problemom poboljšava konačni ishod kod djece. Prognoza se može poboljšati dijagnozom u ranoj dobi koja dopušta rane intervencije, dok su intervencije u odrasloj dobi vrijedne, ali manje korisne. Postoje i pravne implikacije kod osoba s AS-om jer su podložne riziku da budu iskorištene od strane drugih i jer možda neće biti u stanju razumjeti društvene implikacije vlastitih postupaka.

## Epidemiologija
Procjene učestalosti AS-a jako variraju. Prikaz epidemioloških studija djece iz 2003. pokazao je da se stopa učestalosti kreće u rasponu od 0.03 do 4.84 na 1.000, a odnos autizam : AS iznosi od 1.5:1 do 16:1; kombiniranje prosječnog odnosa od 5:1 s konzervativnom procjenom učestalosti autizma od 1.3 na 1.000 indirektno sugerira da bi učestalost AS-a mogla iznositi 0.26 na 1.000. Dio ovih variranja u procjenama nastaje zbog razlika u dijagnostičkim kriterijima. Npr., relativno mala studija iz Finske iz 2007. na uzorku od 5.484 djece u dobi od 8 godina utvrdila je da 2.9 na 1.000 djece ispunjava ICD-10 kriterije za dijagnosticiranje AS-a, 2.7 na 1.000 prema Gillbergovim kriterijima, 2.5 prema DSM-IV, 1.6 prema Szatmariju itd. Dječaci su skloniji razviti AS nego djevojčice; procjene omjera po spolovima variraju od 1.6:1 do 4:1, prema Gillbergovim kriterijima.Klinička depresija
Poremećaj tjeskobe i klinička depresija najčešća su koegzistirajuća stanja s AS-om. Njihovo supostojanje kod osoba s AS-om procjenjuje se na 65% slučajeva. Depresija je česta kod adolescenata i odraslih; kod djece je vjerojatniji hiperaktivni poremećaj nedostatka pažnje (ADHD). Drugi izvještaji povezali su AS sa stanjima poput aminoacidurije (povećano izlučivanje aminokiselina mokraćom) ili labavosti ligamenata, ali to su bili pojedinačni slučajevi ili male studije i nijedan faktor nije povezan s AS-om u unakrsnim istraživanjima. Jedna studija o muškarcima s AS-om otkrila je povećanu stopu epilepsije i visok stupanj poremećaja neverbalnog učenja (51%). AS je povezan s tikovima, Tourettovim sindromom i bipolarnim poremećajem, a ponavljajuća ponašanja imaju mnoge sličnosti s opsesivno-kompulzivnim poremećajem (OKP) ili opsesivno-kompulzivnim poremećajem ličnosti (OKPL) (to su dvije različite stvari). Iako je većina ovih studija zasnovana na uzorcima iz psihijatrijskih klinika bez korištenja standardiziranih mjera, izgleda sasvim razumno zaključiti da su koegzistirajuća stanja relativno česta.

## Povijest
Nazvan po austrijskom pedijatru Aspergeru, ovaj sindrom relativno je nova dijagnoza na polju autizma. Izgleda da je Asperger kao dječak pokazivao neke znakove poremećaja koji je dobio ime baš po njemu, kao što su povučenost i talent za jezik. Neke njegove fotografije pokazuju da je imao ozbiljan izraz lica s intenzivnim pogledom. On je 1944. opisao četvero djece koja su imala poteškoće s uključivanjem u društvo. Toj djeci nedostajale su vještine neverbalne komunikacije, nisu pokazivala empatiju prema vršnjacima i bila su fizički nespretna. Asperger je to stanje nazvao "autističkom psihopatijom" i kao njegovu glavnu karakteristiku naveo društvenu izolaciju. Za razliku od današnjeg AS-a, autistična psihopatija mogla se pojaviti kod ljudi svih nivoa inteligencije, uključujući i one s mentalnom retardacijom. U kontekstu nacističke eugenetske politike steriliziranja i ubijanja društvenih devijanata i mentalno hendikepiranih osoba, Asperger je strastveno branio vrijednost(i) autističnih osoba, pišući: "Mi smo, onda, uvjereni da autistični ljudi imaju svoje mjesto u organizmu društvene zajednice. Oni svoju ulogu dobro ispunjavaju, možda bolje nego što bi iko drugi mogao, i govorimo o ljudima koji su kao djeca imali najveće teškoće i uzrokovali neizrecive i neizrečene brige njhovim starateljima". On je svoje mlade pacijente nazivao i "malim profesorima" i vjerovao da će neki od njih biti sposobni za izvanredna dostignuća i originalno razmišljanje kasnije u životu. Njegov je rad objavljen tokom Drugog svjetskog rata na njemačkom jeziku, tako da nije bio previše čitan drugdje u svijetu.
Lorna Wing popularizirala je termin Aspergerov sindrom u medicinskoj zajednici engleskog govornog područja u svojoj publikaciji iz 1981. o nizu manjih studija o djeci koja su pokazivala slične simptome, a Uta Frith prevela je Aspergerov rad na engleski jezik 1991. Gillberg i Gillberg postavili su setove dijagnostičkih kriterija 1989., iste godine kad i Szatmary i dr. AS je postao standardna dijagnoza 1992. kad je uključen u 10. izdanje dijagnostičkog priručnika WHO-a Međunarodna klasifikacija bolesti (International Classification of Diseases - ICD-10); 1994. dodan je u 4. izdanje Dijagnostičkog i statističkog priručnika za mentalne bolesti (DSM-IV) Američke psihijatrijske asocijacije.
Stotine knjiga, članaka i web stranica danas govore o AS-u i procjene učestalosti ASD-ova dramatično su se povećale, s AS-om kao važnom priznatom podgrupom. Da li se on treba promatrati kao različit od HFA-a fundamentalno je pitanje koje zahtijeva dalja proučavanja, a postoje i pitanja o empirijskom vrednovanju valjanosti DSM-IV i ICD-10 kriterija.

## Kulturni aspekti
Ljudi s AS-om mogu sami sebe u neformalnom govoru nazivati aspijima (eng. aspie, mn. aspies; čit. aspi). Taj je termin 1999. skovala Liane Holliday Willey. Riječ neurotipičan (skraćeno NT) opisuje osobu čiji su neurološki razvoj i stanje tipični i često se koristi za neautistične osobe. Internet je omogućio ljudima s AS-om da međusobno komuniciraju na način koji prije nije bio moguć zbog njihove rijetkosti i geografske raspršenosti. Tako se pojavila nova supkultura aspija. Web-stranice kao Wrong Planet omogućile su pojedincima da se lakše povežu.
Autistične osobe poduprle su promjenu u percepciji ASD-ova prema kojoj se oni trebaju promatrati više kao kompleksni sindromi nego kao bolesti koje se moraju liječiti. Predlagači ovakvog stava odbacuju ideju da postoji "idealna" konfiguracija mozga i da je bilo koje odstupanje od norme patološko; oni promoviraju toleranciju prema onom što nazivaju neurorazličitost. Ovi su stavovi osnova za pokrete za prava autističnih osoba. Postoji kontrast između stavova osoba sa samoidentificiranim AS-om, koje se obično ne žele liječiti i ponosne su na svoj identitet, i roditelja djece s AS-om, koji obično traže pomoć i lijek za svoju djecu.
Neki istraživači tvrde da AS može biti promatran kao drugačiji kognitivni stil, a ne kao bolest ili nesposobnost, i da bi trebao biti uklonjen iz DSM-a. Primjerice, uočena je pozitivna korelacija između učestalosti ovog stanja kod profesionalnih šahista. U radu iz 2002. Simon Baron-Cohen napisao je o ljudima s AS-om sljedeće: "U društvenom svijetu nema puno koristi od preciznog oka osjetljivog na detalje, ali u svijetu matematike, računarstva, katalogiziranja, muzike, lingvistike, inženjerstva i znanosti takvo oko za detalje prije će dovesti do uspjeha nego do neuspjeha." Naveo je 2 razloga zašto bi još moglo biti korisno promatrati AS kao poremećaj:
- da se osigura sve što je potrebno za zakonski zahtijevanu podršku i
- da se prepoznaju emocionalne teškoće nastale zbog smanjene empatije.[80]

Također se vode rasprave i o tome da su geni za kombinaciju sposobnosti kod AS-a djelovali kroz nedavnu ljudsku evoluciju i dali značajan doprinos u povijesti čovječanstva.

## Vanjske poveznice
- Aspargerov sindrom na dmoz.org